# Brachyopidae
Die Brachyopidae sind eine ausgestorbene Gruppe aquatischer, mittelgroßer Landwirbeltiere aus der Gruppe der Temnospondyli. Das Taxon wurde 1915 von Robert Broom eingeführt.
Sie lebten vor allem in der Trias, sind allerdings auch aus dem Mitteljura Chinas und der Mongolei nachgewiesen. Die späten Formen überlebten wahrscheinlich in Regionen, die geografisch isoliert waren oder ein kühles Klima hatten, so dass sie nicht von Krokodilen besiedelt wurden.
Äußerlich ähnelten sie den heutigen Riesensalamandern. Ihr Kopf war breit und flach, die großen Augen saßen weit vorne. Im Oberkiefer hatten sie große Fangzähne, wahrscheinlich waren sie Fischfresser. Die Tiere verbrachten den größten Teil ihres Lebens im Wasser. Die Beine waren relativ klein und wurden wohl nur benutzt, um von einem Gewässer zum anderen zu wandern.

## Gattungen
Die verschiedenen Gattungen werden vor allem anhand ihrer Schädelanatomie unterschieden.
- Banksiops
- Batrachosaurus
- Batrachosuchoides
- Batrachosuchus
- Blinasaurus
- Brachyops
- Gobiops
- Notobrachyops
- Platycepsion
- Sinobrachyops
- Vanastega
- Vigilius
- Xenobrachyops